# Pescara Calcio 1997-1998
Questa pagina raccoglie le informazioni riguardanti il Pescara Calcio nelle competizioni ufficiali della stagione 1997-1998.

## Stagione
Nella stagione 1997-1998 il Pescara disputa il campionato di Serie B, raccoglie 47 punti con il tredicesimo posto in classifica. Allenato da Maurizio Viscidi non ha saputo inserirsi nella lotta al vertice, restando in una posizione di mezza classifica, la squadra biancoazzurra ha chiuso il girone di andata con 24 punti, nel girone di ritorno, a metà febbraio, dopo la sconfitta interna (0-2) con la Fidelis Andria, salta la panchina abruzzese, per sostituirlo viene scelto Adriano Buffoni che porta a termine il torneo senza sofferenze. Meglio il percorso del Pescara nella Coppa Italia dove arriva al terzo turno, nel primo turno viene eliminato l'Ancona, nel secondo turno supera il Vicenza, nel terzo turno arriva lo stop, per mano della Fiorentina.

## Rosa
| N. |                     | Ruolo | Calciatore          |
| -- | ------------------- | ----- | ------------------- |
| 1  | Italia (bandiera)   | P     | Paolo Bordoni       |
| 2  | Italia (bandiera)   | C     | Ottavio Palladini   |
| 3  | Italia (bandiera)   | C     | Davide Mezzanotti   |
| 4  | Italia (bandiera)   | C     | Elio Di Toro        |
| 5  | Italia (bandiera)   | D     | Espedito Chionna    |
| 6  | Slovenia (bandiera) | C     | Amir Ružnič         |
| 7  | Italia (bandiera)   | C     | Ivan Tisci          |
| 8  | Italia (bandiera)   | C     | Michele Gelsi       |
| 9  | Italia (bandiera)   | A     | Fabrizio Cammarata  |
| 10 | Italia (bandiera)   | C     | Daniele Moretti     |
| 11 | Italia (bandiera)   | C     | Luigi Beghetto      |
| 12 | Italia (bandiera)   | P     | Domenico Cecere     |
| 13 | Italia (bandiera)   | D     | Davide Giansante    |
| 14 | Italia (bandiera)   | A     | Gianluca Carretucci |
| 15 | Italia (bandiera)   | A     | Michele Dell'Olio   |
| 16 | Italia (bandiera)   | A     | Dario Di Giannatale |
| 17 | Italia (bandiera)   | D     | Fabio Prosperi      |
| 18 | Italia (bandiera)   | D     | Gianluca Lamacchi   |

| N. |                   | Ruolo | Calciatore           |
| -- | ----------------- | ----- | -------------------- |
| 19 | Italia (bandiera) | C     | Gianluca Procopio    |
| 20 | Italia (bandiera) | A     | Sossio Aruta         |
| 21 | Italia (bandiera) | D     | Yuri Cannarsa        |
| 22 | Italia (bandiera) | C     | Pierluigi Di Già     |
| 23 | Italia (bandiera) | C     | Andrea Coletti       |
| 24 | Italia (bandiera) | D     | Michele Zanutta      |
| 25 | Italia (bandiera) | D     | Luca Spinozzi        |
| 26 | Italia (bandiera) | D     | Emiliano Bernardini  |
| 27 | Italia (bandiera) | P     | Stefano Visi         |
| 28 | Italia (bandiera) | D     | Gianluca Francesconi |
| 29 | Italia (bandiera) | C     | Angelo Terracenere   |
| 30 | Italia (bandiera) | A     | Giovanni Pisano      |
| 31 | Italia (bandiera) | A     | Mauro Esposito       |
| 33 | Italia (bandiera) | P     | Daniele Addario      |
| 34 | Italia (bandiera) | C     | Francesco Colancecco |
| 35 | Italia (bandiera) | D     | Luca Pelusi          |
| 36 | Italia (bandiera) | C     | Simone Berardi       |

## Risultati

### Serie B

#### Girone di andata
| Arbitro: | Pin (Conegliano) |

|                     |           |                 |
| Masolini 88’ (rig.) | Marcatori | 70’ L. Beghetto |

| Arbitro: | Messina (Bergamo) |

|  |           |               |
|  | Marcatori | 65’ Banchelli |

| Arbitro: | Preschern (Mestre) |

|                                 |           |  |
| Olive 5’ Lemme 14’ Biagioni 24’ | Marcatori |  |

| Arbitro: | Bonfrisco (Monza) |

|                                          |           |  |
| Di Giannatale 13’, 73’ L. Beghetto 90+1’ | Marcatori |  |

| Arbitro: | Tombolini (Ancona) |

|                         |           |                    |
| Giandebiaggi 49’ (aut.) | Marcatori | 71’ (aut.) Zanutta |

| Arbitro: | Dagnello (Trieste) |

|           |           |  |
| Vukoja 7’ | Marcatori |  |

| Arbitro: | Serena (Bassano del Grappa) |

|                             |           |               |
| Palladini 58’ Cammarata 70’ | Marcatori | 29’ Vannucchi |

| Arbitro: | Racalbuto (Gallarate) |

|                                     |           |           |
| Artistico 29’, 58’ Di Vaio 35’, 79’ | Marcatori | 36’ Tisci |

| Arbitro: | Pin (Conegliano) |

|           |           |  |
| Gelsi 37’ | Marcatori |  |

| Arbitro: | Sirotti (Forlì) |

|                                               |           |  |
| Chionna 36’ (aut.) Miceli 66’ E. Brioschi 69’ | Marcatori |  |

| Arbitro: | Nucini (Bergamo) |

|                       |           |            |
| Pasa 27’ Bonavina 77’ | Marcatori | 30’ Di Già |

| Arbitro: | Lana (Torino) |

|                                                     |           |  |
| Gelsi 10’ L. Beghetto 45+2’ Cammarata 48’ Aruta 80’ | Marcatori |  |

| Arbitro: | Branzoni (Pavia) |

|              |           |             |
| Bernardi 65’ | Marcatori | 18’ Zanutta |

| Arbitro: | Dagnello (Trieste) |

|           |           |               |
| Gelsi 51’ | Marcatori | 93’ Buonocore |

| Reggio Calabria 21 dicembre 1997 15ª giornata | Reggina             | 0 – 0 | Pescara | Stadio Comunale\| Arbitro: \| Strazzera (Trapani) \| |
| Arbitro:                                      | Strazzera (Trapani) |       |         |                                                      |

| Arbitro: | Paparesta (Bari) |

|                                  |           |                        |
| Aruta 39’ Pisano 48’, 82’ (rig.) | Marcatori | 28’ Erceg 37’ Petrachi |

| Arbitro: | Cardella (Torre del Greco) |

|                       |           |            |
| Bernardini 56’ (rig.) | Marcatori | 92’ Pisano |

| Arbitro: | Gambino (Barletta) |

|                                           |           |                |
| Di Giannatale 46’ Zanutta 59’ Chionna 75’ | Marcatori | 67’ F. Cossato |

| Arbitro: | Bonfrisco (Monza) |

|            |           |  |
| Parente 2’ | Marcatori |  |

#### Girone di ritorno
| Arbitro: | Strazzera (Trapani) |

|                      |           |                      |
| Aruta 60’ Pisano 63’ | Marcatori | 20’, 46’ Campolonghi |

| Arbitro: | Rosetti (Torino) |

|                                  |           |  |
| Muzzi 44’ (rig.) Dario Silva 78’ | Marcatori |  |

| Arbitro: | Cardella (Torre del Greco) |

|  |           |                |
|  | Marcatori | 4’, 14’ Frezza |

| Arbitro: | Dagnello (Trieste) |

|  |           |          |
|  | Marcatori | 7’ Gelsi |

| Arbitro: | Paparesta (Bari) |

|                            |           |  |
| Giunta 60’ Ghirardello 65’ | Marcatori |  |

| Arbitro: | Pin (Conegliano) |

|               |           |  |
| Cammarata 57’ | Marcatori |  |

| Arbitro: | Sirotti (Forlì) |

|  |           |                                |
|  | Marcatori | 43’ Moretti 56’, 65’ Cammarata |

| Pescara 22 marzo 1998 27ª giornata | Pescara           | 0 – 0 | Salernitana | Stadio Adriatico\| Arbitro: \| Bonfrisco (Monza) \| |
| Arbitro:                           | Bonfrisco (Monza) |       |             |                                                     |

| Arbitro: | Preschern (Mestre) |

|                                                      |           |  |
| F. Giampaolo 9’, 12’ (rig.) Lopez 57’ D. Morello 78’ | Marcatori |  |

| Arbitro: | Lana (Torino) |

|                        |           |             |
| Zanutta 24’ Pisano 50’ | Marcatori | 44’ Schwoch |

| Arbitro: | Paparesta (Bari) |

|           |           |  |
| Gelsi 57’ | Marcatori |  |

| Arbitro: | Nucini (Bergamo) |

|                   |           |  |
| Mazzeo 30’ (rig.) | Marcatori |  |

| Arbitro: | Rosetti (Torino) |

|                 |           |                          |
| Palladini 45+2’ | Marcatori | 16’ Nunziato 41’ Spinesi |

| Arbitro: | Pin (Conegliano) |

|                          |           |           |
| Buonocore 50’ Atzori 62’ | Marcatori | 5’ Pisano |

| Arbitro: | Rossi (Ciampino) |

|                   |           |               |
| Pisano 60’ (rig.) | Marcatori | 82’ Lorenzini |

| Ancona 24 maggio 1998 35ª giornata | Ancona               | 0 – 0 | Pescara | Stadio del Conero\| Arbitro: \| Trentalange (Torino) \| |
| Arbitro:                           | Trentalange (Torino) |       |         |                                                         |

| Arbitro: | Treossi (Forlì) |

|             |           |                          |
| Zanutta 23’ | Marcatori | 50’ Rapaic 69’ Tovalieri |

| Arbitro: | Pellegrino (Barcellona Pozzo di Gotto) |

|                           |           |                             |
| Cerbone 53’ Marazzina 83’ | Marcatori | 24’ Gelsi 51’ Di Giannatale |

| Arbitro: | Preschern (Mestre) |

|                                 |           |  |
| Palladini 33’ Di Giannatale 75’ | Marcatori |  |

### Coppa Italia
| Arbitro: | Braschi (Prato) |

|                                     |           |               |
| Tentoni 16’ (rig.) G. Bresciani 46’ | Marcatori | 34’ Cammarata |

| Arbitro: | Farina (Novi Ligure) |

|                         |           |  |
| Gelsi 21’ Cammarata 77’ | Marcatori |  |

| Arbitro: | Boggi (Salerno) |

|  |           |               |
|  | Marcatori | 93’ Di Napoli |

| Arbitro: | Racalbuto (Gallarate) |

|                |           |                                        |
| Luiso 47’, 56’ | Marcatori | 7’ Tisci 28’ L. Beghetto 88’ Cammarata |

| Arbitro: | Bettin (Padova) |

|               |           |  |
| Batistuta 72’ | Marcatori |  |

| Arbitro: | Bolognino (Milano) |

|                     |           |                                    |
| Tisci 24’ Gelsi 32’ | Marcatori | 44’ (rig.) D. Morfeo 85’ Rui Costa |